# 元善光寺

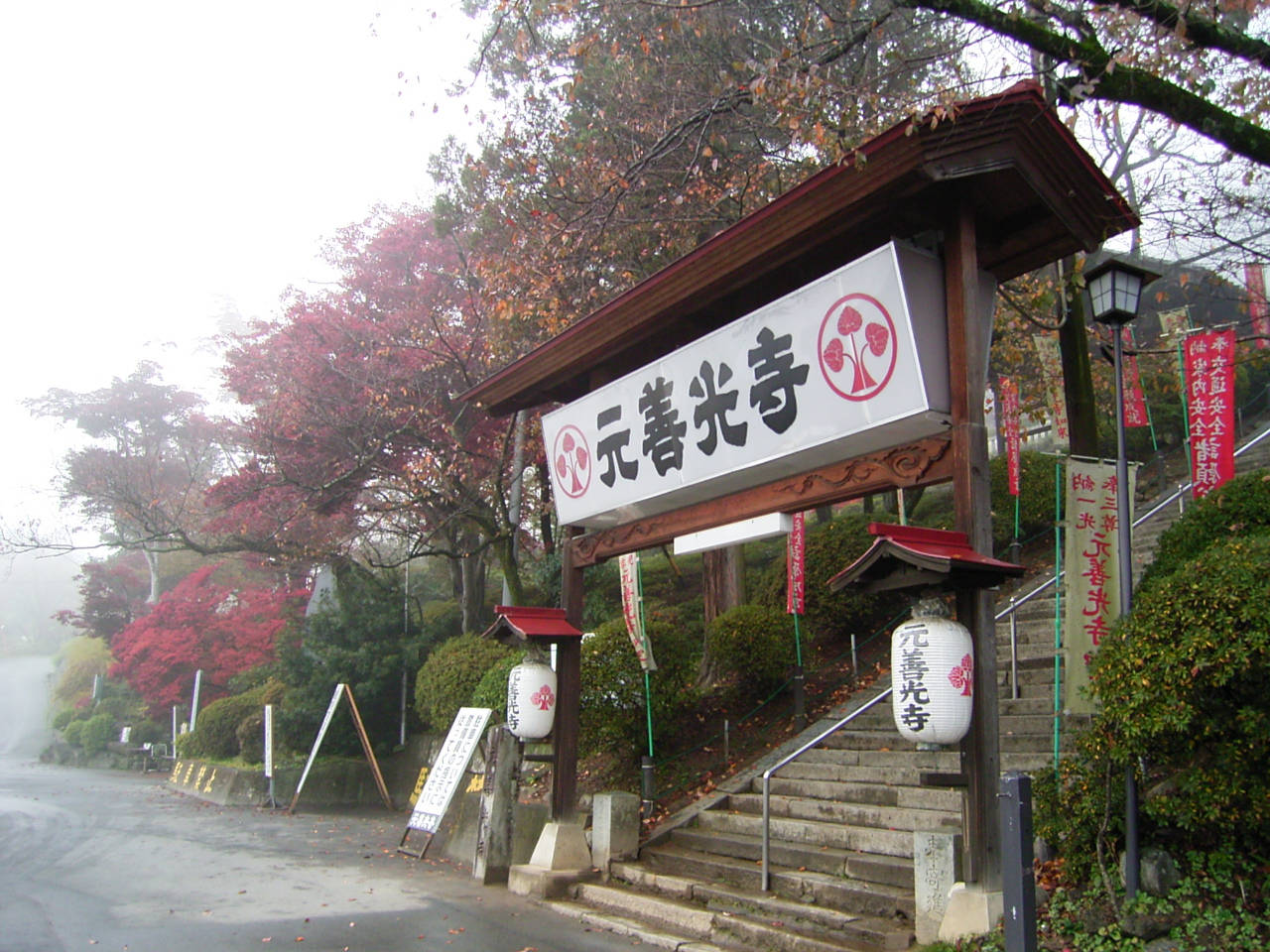
参道

元善光寺（もとぜんこうじ）は、長野県飯田市座光寺にある天台宗の仏教寺院。元善光寺と名付けられる前は如来寺（にょらいじ）と呼ばれていた。本尊は善光寺如来。

## 沿革
古くはこの地を麻績の里（おみのさと）と呼んだ。推古天皇10年（602年）にこの地の住人本多（本田）善光が、難波の堀江（現在の大阪市）で一光三尊（善光寺如来）の本尊を見つけて持ち帰り、麻績の里の自宅の臼の上に安置したところ、臼が燦然と光を放ったことからここを「坐光寺」としたとされる。
その後、皇極天皇元年（642年）、勅命により本尊は芋井の里（現在の長野県長野市）へ遷座され、この寺が善光の名をとって善光寺と名付けられたことから、坐光寺は元善光寺と呼ばれるようになった。遷座された本尊の代わりに勅命によって木彫りの本尊が残され、また「毎月半ば十五日間は必ずこの故里（飯田）に帰りきて衆生を化益せん」という仏勅（お告げ）が残されたことで、「善光寺と元善光寺と両方にお詣りしなければ片詣り」といわれている。

## 境内の施設
- お戒壇巡り - 御本堂外陣から履物を履いたまま、仏様の胎内巡りを模した暗闇の中手すりをたどって進み、ご本尊の真下に位置する極楽往生・開運の錠前に触れて、仏様とより深いご縁を結ぶというもの。
- 宝物殿 - 霊宝座光の臼他、御涅槃像、藤原時代の愛染明王像など。
- 平和の鐘
- 平和殿 - 西国三十三所の御観音様をまつっている。

## 近在の名所
- 舞台桜 - 半八重枝垂れ紅彼岸桜(ハンヤエシダレベニヒガンザクラ)。樹齢350年。長野県宝の旧座光寺麻績学校校舎そば。
- 竹田扇之助記念国際糸操り人形館

## アクセス
- JR飯田線・元善光寺駅徒歩5分